# Rio Boga
O Rio Boga é um rio da Romênia afluente do Rio Bulz, localizado no distrito de Bihor.